# Kecamatan Padarincang
Kecamatan Padarincang är ett distrikt i Indonesien.   Det ligger i provinsen Banten, i den västra delen av landet, 100 km väster om huvudstaden Jakarta.